# Damníkov
Damníkov (en allemand : Thomigsdorf) est une commune du district d'Ústí nad Orlicí, dans la région de Pardubice, en République tchèque. Sa population s'élevait à 690 habitants en 2024.

## Géographie
Damníkov se trouve à 6 km au sud-ouest de Lanškroun, à 17 km au sud-est d'Ústí nad Orlicí, à 59 km à l'est-sud-est de Pardubice et à 154 km à l'est-sud-est de Prague.
La commune est limitée par Rudoltice au nord, par Luková à l'est, par Trpík et Anenská Studánka au sud, et par Třebovice et Rybník à l'ouest.

## Histoire
La première mention écrite de la localité date de 1304.

## Galerie

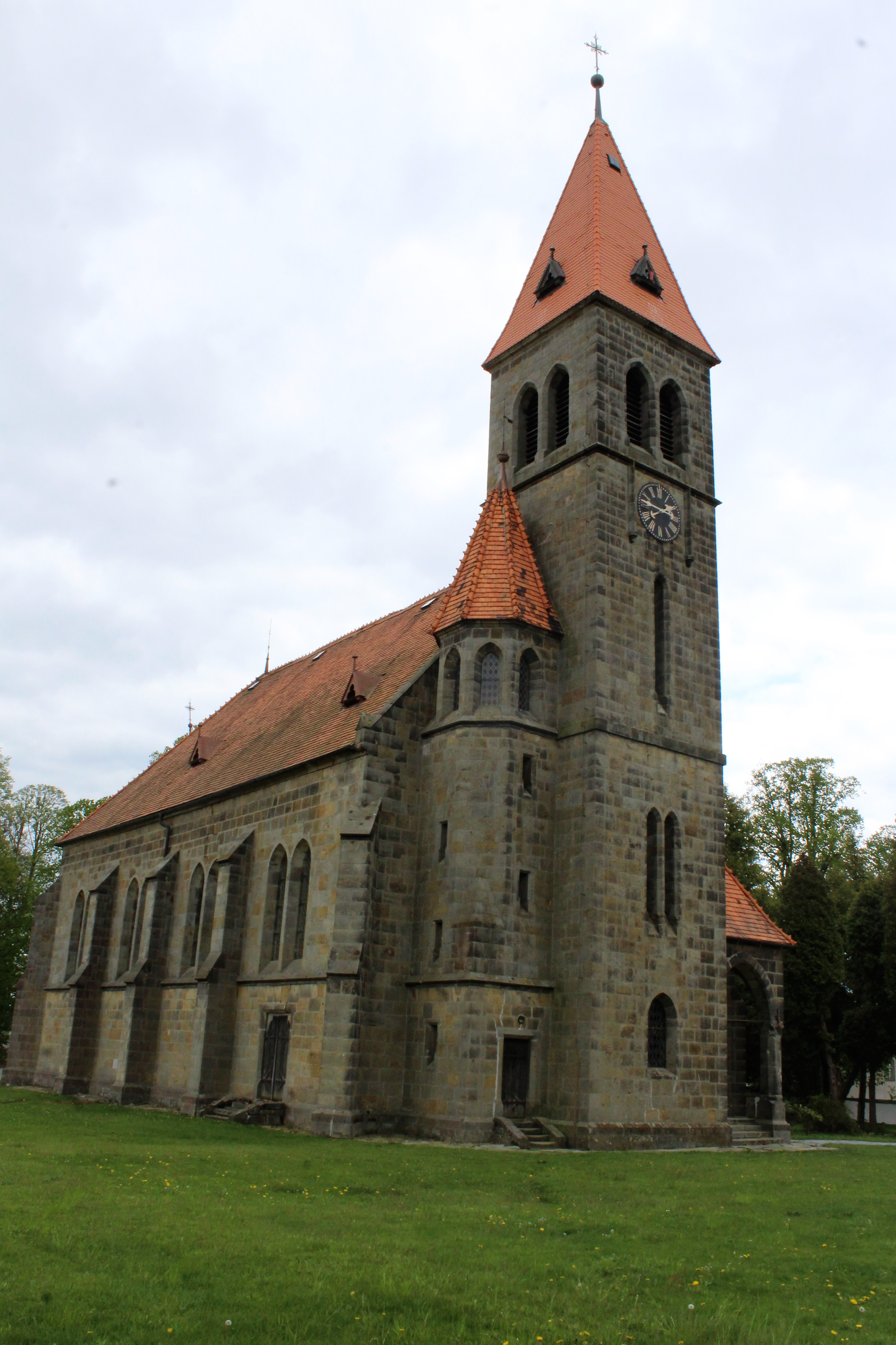
Église Saint-Jean Baptiste.

## Transports
Par la route, Damníkov se trouve à 7 km de Lanškroun, à 21 km d'Ústí nad Orlicí, à 74 km de Pardubice et à 186 km de Prague. 